# Hromadné propouštění
Hromadné propouštění označuje současné ukončení pracovního poměru většího počtu zaměstnanců u jednoho zaměstnavatele.
Podle českého práva (§ 62–64 zákoníku práce) se hromadné propouštění realizuje zejména prostřednictvím výpovědí z důvodu nadbytečnosti zaměstnanců nebo rušení či přemísťování zaměstnavatele, a to během 30 dnů, přičemž podle velikosti zaměstnavatele jde minimálně o:
- 10 zaměstnanců u zaměstnavatele zaměstnávajícího od 20 do 100 zaměstnanců,
- 10 % zaměstnanců u zaměstnavatele zaměstnávajícího od 101 do 300 zaměstnanců, nebo
- 30 zaměstnanců u zaměstnavatele zaměstnávajícího více než 300 zaměstnanců.

Ještě než dojde k hromadnému propouštění, musí zaměstnavatel o svém záměru, jeho důvodech a dalších podrobnostech informovat odbory a radu zaměstnanců, příp. samotné zaměstnance, a také příslušnou pobočku Úřadu práce. Předmětem jednání s odbory a zaměstnanci jsou pak zejména otázky možností jiného řešení této nepříznivé situace nebo alespoň jejího zmírnění ve formě odstupného či nalezení jiného zaměstnání hromadně propouštěným.